# Jezikovne tehnologije
Jezikovne tehnologije (tudi tehnologije za obdelavo človeškega jezika ali obdelava naravnega jezika) je zbirno poimenovanje za različna računalniška orodja in aplikacije, namenjene obdelavi jezika, ki ga ljudje uporabljajo za sporazumevanje. Jezikovne tehnologije temeljijo na uporabi teoretičnih modelov s področja jezikoslovja, umetne inteligence in računalniškega jezikoslovja.
Obdelava besedil s pomočjo jezikovnih tehnologij poteka na različnih ravneh in z različno zahtevnimi računalniškimi metodami, od najpreprostejših (opisnih statističnih) metod kot so preštevalne za prikaz distribucije frekvenc črk (v izbranem besedilu ali celotnem jezikovnem korpusu), prek srednje zahtevne metode krnjenja in nekoliko bolj zahtevne lematizacije, ki sta del računalniškega jezikoslovja, do zahtevnejšega rudarjenja besedil pa vse do sistemov podprtih z umetno inteligenco (npr. orodja na osnovi velikih jezikovnih modelov), ki v določeni meri omogočajo tudi razločevanje prenesene pomene (npr. metaforične) od dobesednih pomenov in upoštevati kulturni kontekst pri prevajanju med naravnimi jeziki.
Rešitve s področja jezikovnih tehnologij so pogosto namenjene poenostavitvi interakcije med človekom in računalniškimi sistemi. Vključujejo sisteme za prepoznavanje in sintezo govora, strojno prevajanje, črkovalnike, slovnične pregledovalnike, sisteme za samodejno odgovarjanje na vprašanja, iskalnike in povzemovalnike dokumentov, klepetalnike, idr. Poleg tega se uporabljajo tudi pri stojni analizi jezika, ki omogoča razvoj digitalnih jezikovnih priročnikov in virov.